# Puceron vert du pêcher
Myzus persicae · Puceron des carottes, Puceron gris du pêcher
Espèce
Le Puceron vert du pêcher (Myzus persicae) est une espèce d'insectes hémiptères de la famille des Aphididae. C'est un puceron ravageur majeur du Pêcher auquel il transmet de nombreux virus dont la sharka. Son action provoque généralement le flétrissement des feuilles et une nécrose des tissus. Ce ravageur peut également s'attaquer à la Pomme de terre et à la Betterave.

## Description

Dessin de la forme ailée.

Dessin de la forme non ailée.

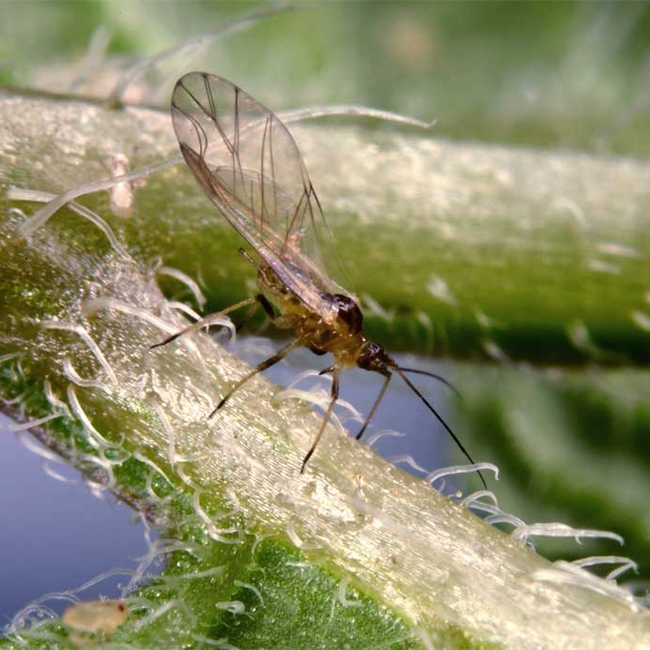
Forme ailée.

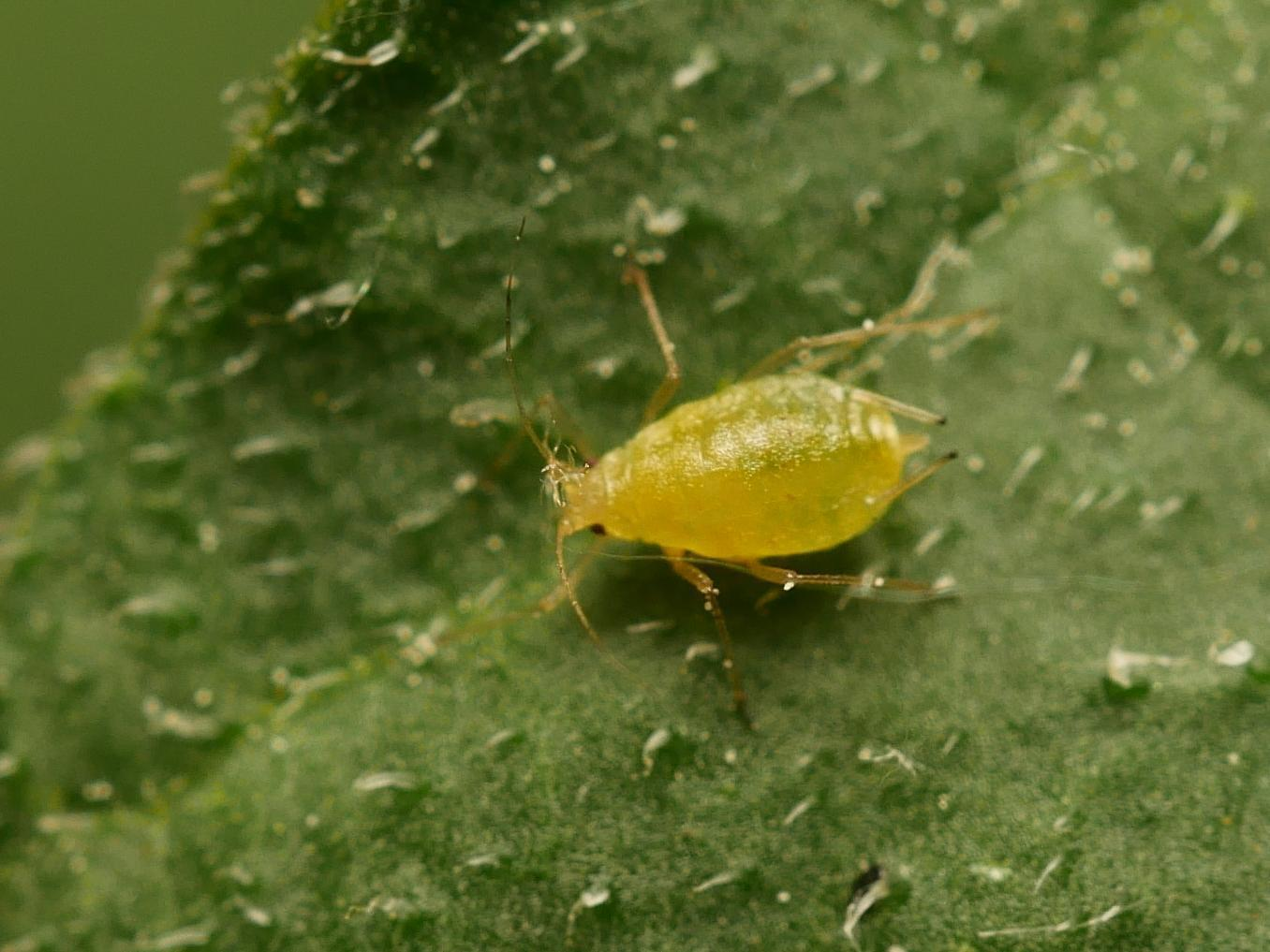
Forme non ailée.

Le puceron vert du pêcher est long de 2,2 à 2,5 mm. Les adultes peuvent être ailés ou non ailés. Du stade larve au stade puceron aillé, il se passe huit jours.

## Cycle biologique
Le cycle biologique de Myzus persicae varie selon les conditions climatiques. C'est en général un parasite holocyclique hétéroécique, alternant entre des hôtes d'hiver, des arbres du genre Prunus (en général le pêcher), et des hôtes secondaires d'été, avec une reproduction sexuée pendant une partie du cycle biologique.
Il devient anholocyclique sur des hôtes secondaires (d'été) dans de nombreuses régions du monde, là où le pêcher est absent et les températures assez douces pour permettre à l'insecte de survivre l'hiver sous forme de stades actifs. Il est généralement anholocyclique dans les zones tropicales et subtropicales, avec toutefois des exceptions.

## Répartition
Espèce polyphage, le puceron vert du pêcher est répandu dans le monde entier où il colonise un grand nombre de plantes, soit des hôtes primaires, soit des hôtes secondaires. En France dans la région Nord où le nombre d'individus capturés par an dépasse le millier, sa présence est liée aux cultures de betterave et de pomme de terre tandis que dans la vallée du Rhône (200 individus capturés/an) sa présence est corrélée aux arbres fruitiers.

## Dégâts

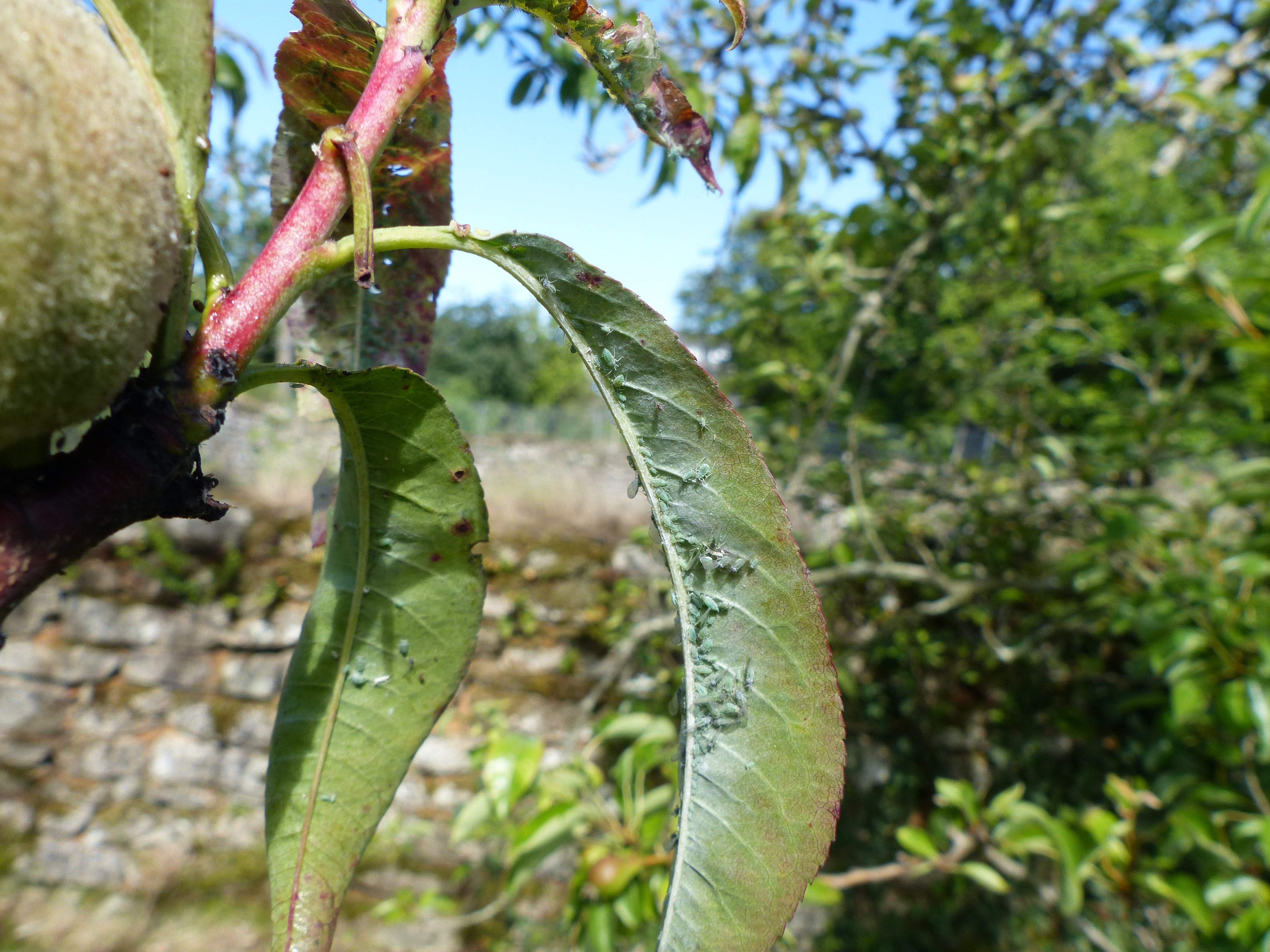
Pêcher infesté de pucerons.

Chez la pomme de terre, les attaques de ce puceron provoquent la déformation des feuilles et l'exsudation de miellat, qui se transforme ensuite en fumagine sous l'action de champignons.
La principale forme de dégâts causés par Myzus persicae est la transmission de phytovirus à de nombreuses espèces de plantes cultivées. Ce puceron est considéré par des chercheurs comme le plus important vecteur de virus chez les plantes. Ce sont surtout les adultes, plus mobiles, qui jouent le rôle de vecteur, mais les nymphes peuvent aussi transmettre des virus.
Myzus persicae est impliqué dans la transmission de plus de 100 espèces de virus. La transmission se fait sur le mode persistant, ou semi persistant; selon les virus en cause.
Parmi les maladies particulièrement néfastes transmises par le puceron vert du pêcher, figurent plusieurs maladies virales de la pomme de terre, dont la maladie de l'enroulement, des virus A, S et Y, des mosaïques du concombre et de la luzerne, virus transmis également à d'autres Solanaceae.
Ce puceron transmet aussi, entre autres, la jaunisse de la betterave et la jaunisse occidentale de la betterave à des Chenopodiaceae, la mosaïque de la laitue à des Asteraceae la mosaïque du chou-fleur et la mosaïque du navet à des Brassicaceae, la mosaïque du concombre et la mosaïque de la pastèque à des Cucurbitaceae.

## Traitements
Actuellement, la lutte contre le puceron se fait principalement à l'aide d'insecticides étant donnée leur disponibilité, leur efficacité et leur facilité d'utilisation. 
Des essais ont été mis en place par le CTIFL depuis 2005, afin d’évaluer l’efficacité d’un produit à base d’argile kaolinite, le Surround WP suivant sa période d’application, dans un verger conduit soit en agriculture biologique soit en protection raisonnée permettant la comparaison avec l’utilisation d’aphicide chimique. L’argile peut être positionnée soit à la chute des feuilles pour contrarier les pontes, soit au printemps pour empêcher l’installation des fondatrices. L’argile positionnée en automne permet de réduire d’environ 50 % les pontes d’œufs d’hiver. Au printemps, le Surround seul appliqué à l’automne n’est pas suffisant pour limiter les foyers de puceron, mais il peut s’intégrer dans une stratégie de protection raisonnée, associé à l’application d’huiles minérales en fin d’hiver.
Le ennemis naturels du puceron peuvent être utilisés pour la lutte biologique. Parmi les ennemis naturels de Myzus persicae, on trouve à la fois des prédateurs et des parasitoïdes, notamment:
- des coléoptères tels que les coccinelles Adalia bipunctata, Coccinella septempunctata et Coccinella decempunctata ;
- des hémiptères tels que les Anthocoridae, Anthocoris et Orius ;
- des neuroptères comme les Chrysopidae, Chrysopa, Chrysoperla et Hemerobiidae[8];
- des diptères de la famille des Syrphidae tels que Syrphus, Scaeva, Episyrphus et Eupeodes[9];
- des diptères de la famille des Cecidomyiidae telles que Aphidoletes;
- Des hyménoptères tels que Aphidius.

## Systématique
Le nom valide complet (avec auteur) de ce taxon est Myzus persicae (Sulzer, 1776). L'espèce a été initialement classée dans le genre Aphis sous le protonyme Aphis persicae Sulzer, 1776, par l'entomologiste suisse Johann Heinrich Sulzer en 1776.
Ce taxon porte en français les noms vernaculaires ou normalisés de « Puceron vert du pêcher, », « Puceron des carottes » et « Puceron gris du pêcher ».
Myzus persicae admet deux sous-espèces (et leurs synonymes) :
- Myzus persicae nicotianae Blackman, 1987
- Myzus persicae persicae (Sulzer, 1776)
  - syn. achyrantes (Monell, 1879)
  - syn. asparagophagus Zhang, Chen, Zhong & Li, 1999
  - syn. betae
  - syn. calendulella (Monell, 1879)
  - syn. callae
  - syn. consors (Walker, 1848)
  - syn. convolvuli (Kaltenbach, 1843)
  - syn. cymbalariae (Schouteden, 1900)
  - syn. cynoglossi (Williams, 1911)
  - syn. deposita (Walker, 1852)
  - syn. derelicta (Walker, 1849)
  - syn. dianthi (Schrank, 1801)
  - syn. dubia (Curtis, 1842)
  - syn. dyslycialis
  - syn. egressa (Walker, 1849)
  - syn. galeactitis (Macchiati, 1883)
  - syn. lactucellum (Theobald, 1915)
  - syn. lagerstroemiae Zhang, Chen, Zhong & Li, 1999
  - syn. lophospermum (Theobald, 1914)
  - syn. lycopersicella (Theobald, 1914)
  - syn. malvae Oestlund, 1886
  - syn. nasturtii (Koch, 1855)
  - syn. papaverisucta Zhang, Chen, Zhong & Li, 1999
  - syn. particeps (Walker, 1848)
  - syn. pergandii Sanderson, 1901
  - syn. persicae (Morren, 1836)
  - syn. persicophila (Rondani, 1860)
  - syn. persola (Walker, 1848)
  - syn. portulacella
  - syn. rapae (Curtis, 1842)
  - syn. redundans (Walker, 1849)
  - syn. sanguisorbiella
  - syn. tabaci (Mordvilko, 1914)
  - syn. trilineatum (Del Guercio, 1921)
  - syn. tuberoscellae
  - syn. tulipae (Thomas, 1879)
  - syn. vastator (Smee, 1846)
  - syn. vulgaris (Kyber, 1815)
  - syn. laevigata (Riley, 1875)